# أميني (وزير)
أميني كان وزيرًا مصريًا قديمًا تحت حكم الفرعون أمنمحات الثاني، حوالي عام 1900 قبل الميلاد، في عهد الأسرة الثانية عشرة. يظهر أميني على قطعة من لوحة حجرية للملك. تم العثور على القطعة من قبل فليندرز بيتري في ممفيس ويذكر وجود تمثال لهذا الوزير.

## المؤلفات
- ولفرام جرايتزكي: مسؤولو محكمة المملكة الوسطى المصرية ، لندن 2009 ص. 30 (ردمك 978-0-7156-3745-6)

## روابط خارجية
- صورة لجزء حجري حجري